# Rodolfo Micheli
Pour les articles homonymes, voir Micheli.
Rodolfo Joaquín Micheli, né le 24 avril 1930 à Munro (en) (Buenos Aires) et mort le 27 décembre 2022, est un footballeur international argentin.

## Biographie

### Carrière de club
Micheli commence sa carrière professionnelle avec l'Argentino de Quilmes en 1950, avant de retourner dans un de ses clubs formateurs du Club Atlético Independiente en 1952, avec qui il joue en tout 147 matchs et inscrit 52 buts. En 1958, il rejoint le géant argentin du Club Atlético River Plate mais n'y joue que deux matchs. Il part donc jouer au Club Atlético Huracán en 1959.
Micheli rejoint ensuite la Colombie pour évoluer du côté des Millonarios en 1960, puis retourne peu de temps après en Argentine au Club Atlético Platense.

### Carrière internationale
Micheli a joué en sélection argentine 13 matchs officiels entre 1953 et 1956 et a inscrit 10 buts. Huit de ces buts ont été inscrits lors de la Copa América 1955, compétition lors de laquelle il termine meilleur buteur, aidant l'Argentine à remporter le tournoi.

## Palmarès
| Saison | Équipe    | Titre        |
| ------ | --------- | ------------ |
| 1955   | Argentine | Copa América |